# Муртой
Муртой (рос. Муртой) — станція Улан-Уденського регіону Східносибірської залізниці Росії, розташована на дільниці Заудинський — Наушки між станціями Барати (відстань — 10 км) і Гусине Озеро (8 км). Відстань до ст. Заудинський — 143 км, до державного кордону — 110 км.